# Лекарство против страх (филм)
„Лекарство против страх“ (на руски: Лекарство против страха) е съветски криминален филм по едноименното произведение на братя Вайнер. Лентата е изработена през 1978 година от Свердловската киностудия за игрално кино на Съветския съюз.
Втората екранна версия на филма под заглавие „Навлизане в лабиринта“ е заснета през 1987 г.

## Сюжет
Нагли престъпници упояват местен полицай с най-новия наркотик – успокоителното Метапроптизол, и открадват документите и служебното му оръжие. С тях те започват да извършват дръзки престъпления като ограбват домовете на дребни мошеници под предлог, че са дошли да извършат обиск. Разследването е възложено на капитан Тихонов. Неговата задача е не само да открие и разобличи престъпниците. Той разбира, че все още слабо проученият препарат Метапроптизол не е напуснал пределите на химичната лаборатория и не е преминал нужната проверка на фармацевтичния институт. Разразява се конфликт между изобретателят на лекарството-наркотик Лижин и научният работник Панафидин. Това им помага да разберат проблема – как лекарството може да се превърне в инструмент на престъпността, ако попадне в ръцете на бандити.

## В ролите
- Александър Фатюшин – капитан Тихонов
- Георгий Жонов – генерал-майор Шарапов
- Владимир Седов – капитан Поздняков
- Вячеслав Шалевич – професор Панафидин
- Олга Науменко – Олга Илинична Панафидина
- Сергей Десницкий – Владимир Лижин
- Юрий Гусев – Борис Чебаков
- Александър Вокач – Благолепов
- Зинаида Кириенко – Рамазанова
- Наталия Назарова – Пачкалина
- Владимир Хотиненко
- Готлиб Ронинсон – управител на магазин
- Вячеслав Гостинский – бандит
- Елена Максимова – съседка на Лижин
- Владимир Мишкин – Гена, съквартирант на Пачкалина
- Владимир Приходко – Сарафанов
- Юрий Дубровин – Гена

## Снимачен екип
- Сценарий: Аркадий Вайнер, Георгий Вайнер
- Режисьор: Алберт Мкртчян
- Оператор: Михаил Коропцов
- Художник: Василий Щербак
- Композитор: Александър Флярковский
- Песни по стихове на: Яков Халецки